# Trà Giang (Quảng Nam)
Trà Giang is een xã in het district Bắc Trà My, een van de districten in de Vietnamese provincie Quảng Nam.
De Trường stroomt door Trà Giang..